# John Bonaventure Kwofie
John Bonaventure Kwofie CSSp (Powa, Gana, 26 de abril de 1958) é um ministro ganense e arcebispo católico romano de Accra.
John Bonaventure Kwofie ingressou na Congregação Espiritana e fez os votos religiosos em 2 de agosto de 1987. Em 23 de julho de 1988 recebeu o Sacramento da Ordem em Kumasi. Em seguida, trabalhou como pároco. De 2002 a 2004 Kwofie foi Provincial dos Espiritanos na África Ocidental.
O Papa Francisco o nomeou Bispo de Sekondi-Takoradi em 3 de julho de 2014. Ele recebeu a consagração episcopal em 13 de setembro do mesmo ano do Cardeal da Curial Peter Turkson. Os co-consagradores foram o Núncio Apostólico em Gana, Dom Jean-Marie Speich, e o Arcebispo de Cape Coast, Matthias Kobena Nketsiah.
Em 2 de janeiro de 2019, o Papa Francisco o nomeou Arcebispo de Acra. A posse ocorreu em 1º de março do mesmo ano.